# Wielecki Potok
Wielecki Potok, też Wałęcki Potok (niem. Der schwarze Bach) – strumień długości około 7 km. Źródłem jest Czarcie Bagno na Wzgórzach Warszewskich u podnóża Wieleckiej Góry, w rejonie dawnej, nieistniejącej obecnie wsi Goślice (gmina Police). Płynie na Bagno Pilchowskie przez Puszczę Wkrzańską i wieś Pilchowo. W Pilchowie wpada do niego Wkrzański Strumień. Potok wyznacza granicę administracyjną między miejską (Pilchowo (Szczecin)) a wiejską (Pilchowo (powiat policki)) częścią Pilchowa.

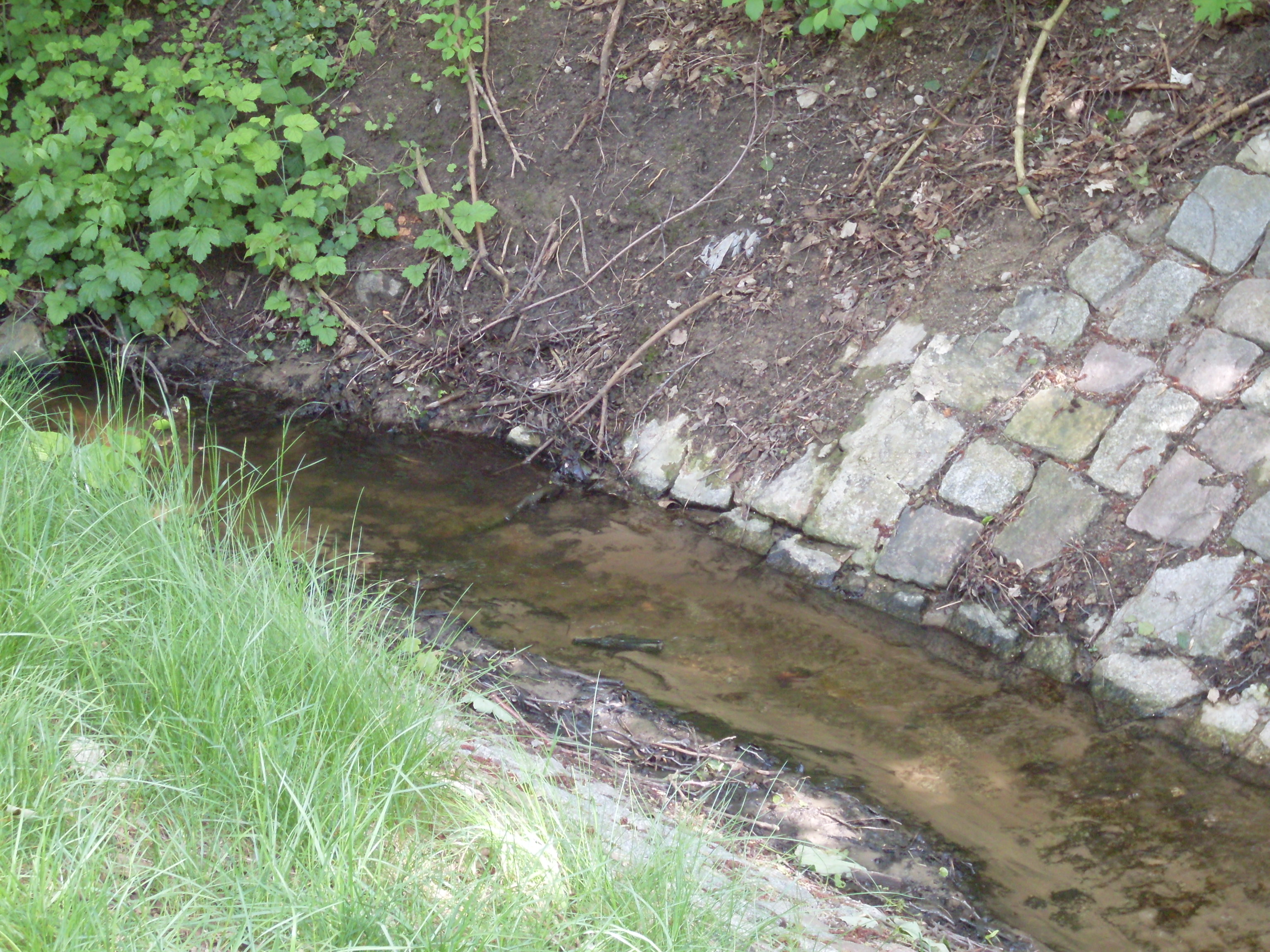
Wielecki Potok w Pilchowie